# Mun Kyong-nam
Mun Kyong-nam (* 8. April 1989) ist ein nordkoreanischer Fußballspieler.

## Karriere
Mun tritt international als Spieler der Sportgruppe Amrokgang in Erscheinung, dem Klub des Ministeriums für Staatssicherheit.
Der Abwehrspieler nahm 2005 mit der nordkoreanischen U-17-Auswahl an der U-17-Weltmeisterschaft in Peru teil und kam zu zwei Einsätzen, darunter die 1:3-Viertelfinalniederlage gegen Brasilien. 2006 gehörte er beim Gewinn der U-19-Asienmeisterschaft zum Kader, blieb aber, wie auch beim Vorrundenaus bei der U-20-WM 2007 in Kanada, als Ersatzspieler ohne Einsatz. 
2008 spielte er mit einer B-Auswahl beim AFC Challenge Cup und kam im Turnierverlauf zu seinen ersten beiden Einsätzen für die nordkoreanische Nationalmannschaft.